# IC 3384
IC 3384 је спирална галаксија у сазвјежђу Береникина коса која се налази на листи објеката дубоког неба у Индекс каталогу.
Деклинација објекта је + 25° 5' 29" а ректасцензија 12h 28m 12,5s. Привидна величина (магнитуда) објекта IC 3384 износи 15,8 а фотографска магнитуда 16,4. IC 3384 је још познат и под ознакама KUG 1225+253, PGC 89610.